# Karl Moltrecht

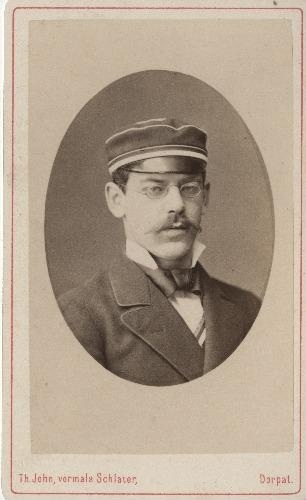
Karl Moltrecht (1882)

Karl Moltrecht (* 12. Maijul. / 24. Mai 1860greg. im Pastorat St. Matthiae, Gouvernement Livland, Russisches Kaiserreich; † 20. Januar 1919 bei Tuckum, Lettland), mit vollem Namen Emil Karl Johann Albert Moltrecht, auch Albert Karl Johannes Moltrecht oder Carl Moltrecht geschrieben, lettisch Kārlis Moltrehts oder Kārlis Alberts Johans Moltrehts, mit vollem Namen Emīls Kārlis Johans Alberts Moltrehts, war ein deutsch-baltischer Geistlicher. Er gilt als evangelischer Märtyrer und ist auf dem Rigaer Märtyrerstein verzeichnet.
Die Datumsangaben in diesem Artikel richten sich, wenn nicht anders angegeben, für den Zeitraum bis 1918 nach dem julianischen Kalender.

## Leben

### Vor den Revolutionen
Karl Moltrecht stammte aus einer in Livland alteingesessenen Familie, die zahlreiche Pastoren hervorgebracht hatte. Auch sein Vater Karl Moltrecht war Pastor. Seine familiäre Prägung war entsprechend christlich. 
Karl Moltrecht der Jüngere bestand im Juni 1879 nach dem 1869 begonnenen Besuch der Birkenruhschen Anstalt als Externer seine Maturitätsprüfung am Rigaer Gouvernements-Gymnasium. 1879 bis 1886 studierte er Theologie an der Kaiserlichen Universität Dorpat. Dort gehörte er der Studentenverbindung „Baltische Corporation Livonia Dorpat“ an. 1880 arbeitete er als Hauslehrer in Breslau/Kreis Wolmar in Livland. Vom 5. Oktober 1884 bis 1885 war er Mitglied des Theologischen Vereins Dorpat. Er erhielt 1886 sein Diplom als graduierter Student. Im Oktober dieses Jahres bestand er seine Kandidatenprüfung vor dem livländischen evangelisch-lutherischen Konsistorium.
Von 1886 bis 1887 verbrachte er sein Probejahr bei Pastor Blumenthal in Peterskapelle in Livland. Er wurde am 25. Januar 1887 in Wolmar (lettisch Valmiera) von seinem Vater ordiniert, war 1887 Pastor-Adjunkt in Kremon (lettisch Krimulda) und in St. Matthiae bei seinem Vater, von 1887 bis 1889 dann in Pernigel (lettisch Liepupe) in Livland. 1889 wurde er zum Prediger in Zohden (lettisch Code, in Kurland gelegen) berufen. Dass er als Livländer in Diensten der Kurländischen Kirche stand, war ungewöhnlich. Am 11. Oktober 1889 heiratete er Amalie Johanna. 
1891 wechselte er als Pastor nach Dondangen (lettisch Dundaga) in Kurland. Er galt als sehr konservativ, auch in theologischen Fragen. Andersdenkenden gegenüber verhielt er sich allerdings tolerant, freundlich und zurückhaltend. Sowohl bei der deutschen als auch bei der lettischen Gemeinde war er gleichermaßen beliebt. Wenn ein Gemeindemitglied seine Hilfe brauchte, nahm er lange Wege bei jedem Wetter auf sich. Nicht selten musste er dafür Strecken von 60 km auf schlechten Wegen zurücklegen.
Moltrecht gehörte dem Verein zur Bekämpfung der Lepra in Kurland an.
Im Jahre 1893, am 22. Sonntag nach Trinitatis, assistierte Moltrecht Pastor Friedrich van Beuningen-Schleck bei der Einweihung der neuen Kirche der livischen Gemeinde in Popen in Kurland, die auf den Grundmauern der alten, baufälligen Kirche errichtet wurde, welche für den Neubau abgerissen worden war. Die Kirche befand sich in Hörweite des Meeres. Moltrecht ging mit an der Spitze des Zuges, einen Teil der Altargeräte tragend. Dann sprach er vor der Kirche das Gebet. Es wurde später berichtet, dass im selben Moment die Wolkendecke aufbrach und den Sonnenschein hindurch ließ.
Am 5. Mai 1894 starb seine erste Frau; am 8. Juni 1895 heiratete er Betty Wilhelmine Bose, eine Tochter des Verwalters Goswin Bose in Kokenhof in Livland. 
Im Mai 1900 wurde er im Alter von nur 40 Jahren zum Propst von Pilten (lettisch Piltene) gewählt.
Im April 1901 wurde ihm das goldene Brustkreuz verliehen.
Am 27. Mai 1901 assistierte Moltrecht dem Generalsuperintendenten Panck bei der Amtseinführung Hermann von Gavels als Pastor von Neuhausen.
Am 13. Dezember 1902 informierte er anlässlich eines ähnlichen Fundes die „Rigasche Rundschau“ über ein seltenes Gleithörnchen, das im Sommer 1880 oder 1881 im Laiksaarschen Kronsforst eingefangen worden war.

### Während der Russischen Revolution von 1905
Karl Moltrecht blieb trotz der Lebensgefahr für die Landpastoren auch während der Russischen Revolution 1905 bei seiner Gemeinde. 
Im August 1905 geriet Moltrecht in einen Streit um Monumente und Bildnisse örtlicher Patrone in seiner Dondangener Kirche. Die lettische Zeitschrift „Peterburgas awises“ berichtete, bei den Geehrten habe es sich um Tyrannen gehandelt, derer man sich nur mit Hass erinnere. Dies verhindere die Andacht. Ein Monument blockiere gar den Blick und Weg zum Altar. Ein früherer Pastor sei seines Amtes enthoben worden, weil er um die Entfernung der Bildnisse gebeten habe. Moltrecht aber kümmere sich nicht um das Problem, sondern werfe der Gemeinde vor, in Sünde versunken zu sein und sich dringend bekehren zu müssen. Die Zeitung urteilte, es verderbe die Gemeinde, wenn sie zur „Anbetung“ ihrer früheren Tyrannen gezwungen werde. Statt diese „Kirchenschändungen“ zu beseitigen, werde die Gemeinde zum geduldigen Warten auf die Hilfe von oben ermahnt. Die oben Stehenden seien aber nicht daran interessiert, die Bilder ihrer Vorfahren zu entfernen.

### Im Anschluss an die Revolution von 1905
Am 11. Maijul. / 24. Mai 1906greg. wurde der Pastor der Nachbargemeinde, Albert Grühn, ermordet. Moltrecht blieb noch immer bei seiner Gemeinde.
Am Mittwoch, dem 3. Maijul. / 16. Mai 1906greg., machte sich Alphons Fuchs, der Pastor von Klein-Irben, abends nach einem Besuch bei Moltrecht gemeinsam mit seiner Frau auf den Rückweg. Als Fuchs eine Schlucht zwischen Schlieterhof und Neuhof passierte, hielt er an, um seinen Staubmantel anzuziehen. Dabei wurde er von Unbekannten überfallen und durch Schüsse schwer verwundet; auch sein Pferd wurde verletzt. Eine Schrotladung verletzte Fuchs an der linken Schulter, eine Kugel zertrümmerte einen Knochen im linken Arm. Am nächsten Morgen trafen der Windausche Kreisarzt, der örtliche Arzt und der Untersuchungsrichter am Tatort ein, um Fuchs zu behandeln und die Untersuchungen einzuleiten. Die Verletzungen erschienen zunächst nicht lebensgefährlich. Eine Meldung, wonach Fuchs seinen Verletzungen erlegen war, wurde später widerrufen. Deshalb wird Fuchs üblicherweise nicht zu den Baltischen Märtyrern gezählt. 
Auch dieses Ereignis konnte Moltrecht nicht dazu bewegen, seine Gemeinde zu verlassen, obwohl auch er bedroht wurde. Besonders seine langen Fahrten zu Gemeindemitgliedern stellten eine große Gefahr dar, weshalb ihm die Obrigkeit und seine Gemeinde Geleitschutz anboten. Er fuhr aber meist weiter allein, mit Hinweis auf den Schutz Gottes. 
1906 fand die Strafexpedition des Russischen Kaiserreiches gegen die Revolutionäre statt. Moltrecht setzte sich in dieser Situation für unschuldig angeklagte Gemeindemitglieder ein und rettete dadurch vielen das Leben. Die Revolution ließ ihn daran zweifeln, ob er sein Amt in der richtigen Weise ausgefüllt hatte. Er war der Ansicht, dass seine Predigten und seine seelsorgerische Tätigkeit eine Beteiligung von Gemeindemitgliedern an der Revolution mit ihren gewalttätigen und atheistischen Aspekten hätte verhindern müssen, wenn auch nur ein kleiner Teil der Gemeinde sich entsprechend betätigt hatte. Er erwog nach der Revolution, sein Amt niederzulegen, oder zumindest Dondangen zu verlassen, um in seine Heimatgemeinde St. Matthiae zurückzukehren, die ihn anforderte, nachdem die entsprechende Pfarrstelle frei geworden war. Er überwand aber seine Zweifel, auch auf die Bitte der Dondangener Gemeinde hin, und blieb. Auch als Propst hatte er sich Anerkennung erworben, er galt zwar als zurückhaltend, stand aber zu seinen Ansichten. Auch sein Amt als Propst behielt er.

### Zwischen den Revolutionen
Am 17. August 1908 nahm Moltrecht an der Amtseinführung von Pastor Schulz als Prediger der Gemeinde von Klein-Irben teil.
Am 2. September 1908 predigte Moltrecht bei einem lettischen Gottesdienst in der St. Annenkirche in Mitau anlässlich der Eröffnung der Prediger-Synode des kurländischen Konsistorialbezirks.

### Während des Ersten Weltkrieges
Während des Ersten Weltkrieges kam es zur Besetzung des Baltikums durch deutsche Truppen. In dieser Zeit führte ein preußischer Prinz ein Gespräch mit Moltrecht, das als kennzeichnend für den Propst gilt. Der Prinz fragte: „Was würden sie tun, wenn ihnen befohlen würde, im Gottesdienst für das deutsche Militär, für den deutschen Kaiser zu beten?“ Der Geistliche antwortete in ruhigem Ton: 

„Ich würde es nicht tun, denn noch bin ich durch meinen Untertaneneid an den russischen Kaiser gebunden.“

Der Prinz meinte: „Solche Menschen könnten wir brauchen.“

### Während des Lettischen Unabhängigkeitskrieges

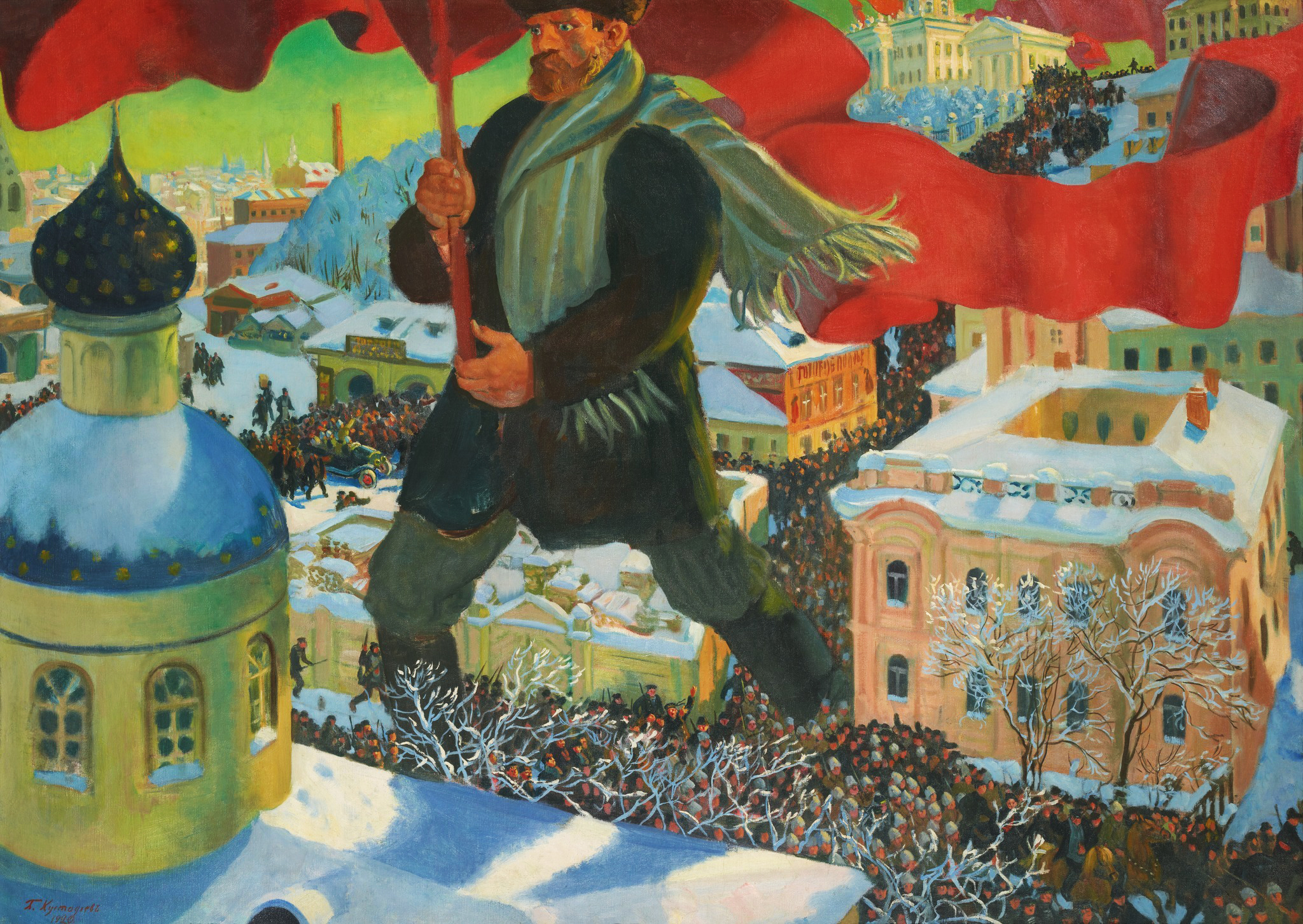
Der Bolschewik (Ölgemälde von Boris Kustodijew; 1920)

Während des Lettischen Unabhängigkeitskrieges besetzten Bolschewiki nach ihrem Einzug in Riga am 3. Januar 1919 fast das gesamte heutige Lettland. Auch in dieser Situation blieb Moltrecht bei seiner Gemeinde und nahm auch weiter sein Amt als Propst wahr. Er vertrat die Ansicht, dass die Bolschewiki nur gegen vermögende Personen vorgehen würden, während er vergleichsweise mittellos war. Diese Hoffnung sollte sich nicht bewahrheiten. 
Im Januar 1919 wurde in Dondangen ein revolutionäres Komitee gegründet. Wer diesem Widerstand leisten könnte, sollte beseitigt werden.
Am frühen Morgen des 15. Januar drangen bewaffnete Personen in das Schlafzimmer des Propstes ein und zwangen ihn und seine Frau, sich vor ihnen anzuziehen. Sie wichen nicht von seiner Seite und erlaubten ihm auch nicht, sich ungestört von seiner Familie zu verabschieden. Sie behaupteten, er solle unverzüglich zum Verhör nach Talsen gebracht werden, werde aber bald zurückkehren. Moltrecht glaubte dieser Behauptung, da er sich in seiner Gemeinde kaum Feinde gemacht hatte. Er wurde hinausgeführt, wobei er zu seiner Frau sagte:

„Es kann mir nichts geschehen, als was Er hat versehen und was mir selig ist.“

Und zu seinen Töchtern: 

„Sorget für Mutter.“

Sein Sohn befand sich zu dieser Zeit bei der Baltischen Landeswehr. Moltrecht wurde zusammen mit anderen Personen aus seinem Kirchspiel in Talsen inhaftiert. Dort wurde er von Bolschewiki verspottet. So verlangte ein Kommissar von ihm, er solle jetzt Pastor spielen und ihn mit der wachhabenden Rotarmistin trauen. Moltrecht soll gleichmütig auf diese Aktionen reagiert und gehofft haben, seine Gemeinde würde ihn befreien, was in der gegebenen Situation völlig unrealistisch war. 
Nach vier Tagen wurden die Gefangenen bei sehr kaltem Wetter in Richtung Tuckum geführt. Kurz vor dem Ort nahm die Eskorte den Gefangenen ihre Pelze und Stiefel ab. Einer der Bolschewiki sah Moltrechts goldene Uhr, ein Jubiläumsgeschenk seiner Gemeinde, und befahl: „Gib mir die Uhr, du wirst sie nicht mehr brauchen.“ Damit war klar, dass die Gefangenen hingerichtet werden sollten. Sie wurden in Tuckum inhaftiert. Am Abend wurden die Gutsbesitzer aus der Zelle gerufen. Über den Geistlichen sagte der Kommissar: „Das ist auch einer von der Sorte, der kann auch kommen.“ Damit stand das Todesurteil gegen Moltrecht ebenso wie gegen die anderen Beschuldigten bereits fest. Zwar fand eine Verhandlung statt, aber wenn die Angeklagten aussagen und sich verteidigen wollten, wurden sie mit den Worten „Es genügt schon.“ zum Schweigen gebracht. Da die Verurteilten ihre letzte Nacht getrennt von den anderen Gefangenen verbrachten, ist über diese Nacht nichts bekannt, außer dass keiner von ihnen mit dem Leben davonkam. 
Am frühen Morgen des 20. Januar wurden Karl Moltrecht und die 18 anderen Verurteilten zum sogenannten „Galgenberg“ hinausgeführt, wo sie ihr eigenes Grab schaufeln mussten. Karl Moltrecht wurde mit einem Schlag auf den Kopf umgestoßen und mit einem Schuss getötet. Dieses Bild ergab sich zumindest, als man später seine Leiche barg, an der sich keinerlei Wertgegenstände mehr befanden. Erst am 25. April wurde er auf dem Dondangener Friedhof beigesetzt.